# Kathleen Winsor
Kathleen Winsor (Olivia, 16 ottobre 1919 – New York, 26 maggio 2003) è stata una scrittrice statunitense.
È autrice del romanzo Ambra.
Laureata presso l'Università della California, si è sposata con un giocatore di football americano mentre era ancora studente. Dopo il successo del libro, ha scritto altri sette romanzi, divorziando dal primo marito e risposandosi più volte.